# ۴۴۹ (میلادی)
۴۴۹ (میلادی) چهارصد و چهل و نهمین سال تقویم میلادی است.

## درگذشتگان
‎